# 3 Fractures
3 Fractures er en dansk kortfilm fra 2015 instrueret af Toni Kamula.

## Medvirkende
- Henrik Birch
- Mads Hjulmand
- Özlem Saglanmak